# Sindrome di Boerhaave
La sindrome di Boerhaave descrive una rottura spontanea dell'esofago. 
Almeno in una parte dei casi vi è una predisposizione, rappresentata da uno stato di fragilità delle tuniche muscolari. Il meccanismo patogenetico consiste in un brusco aumento della pressione all'interno del canale esofageo. Viene generalmente causata dall'eccessivo rigetto che accompagna alcuni disordini alimentari come anoressia e bulimia, anche se in rari casi può essere provocato da una tosse forzosa o da altre situazioni, come un pasto eccessivo. Può dar luogo a uno pneumomediastino o a mediastinite e, conseguentemente, a sepsi. Tale condizione è stata documentata per la prima volta del medico olandese Herman Boerhaave, da cui prende il nome. La patologia è stata oggetto di risonanza mediatica e rinnovata discussione da quando ne è stato colpito l'ex leader di Lotta Continua Adriano Sofri.

## Sintomi

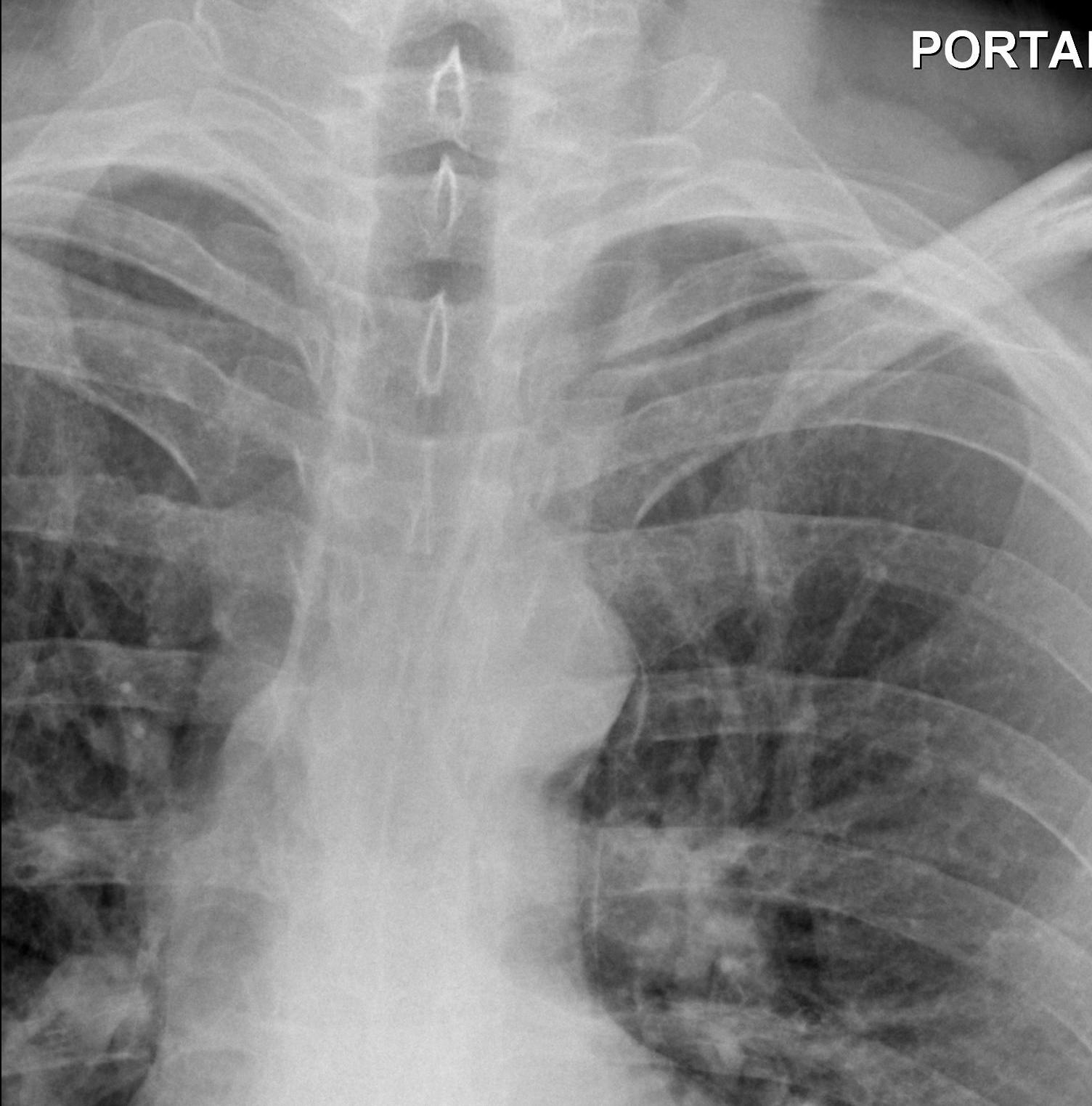
Radiografia al torace che mostra aria nel mediastino adiacente all'aorta. Questo paziente si è presentato al pronto soccorso dopo aver accusato un forte dolore addominale a seguito di un pasto.

La sindrome sopraggiunge tipicamente a seguito di forte vomito. Consiste in una perforazione transmurale dell'esofago (ossia dell'intera parete), distinta dalla sindrome di Mallory-Weiss, che è una lesione non-transmurale dell'esofago, anch'essa associata al vomito. Dal momento che è generalmente associata al vomito, di solito la sindrome di Boerhaave non è spontanea. Comunque, il termine è utile per distinguerla dalla perforazione iatrogena, che costituisce l'85-90% dei casi di rottura esofagea, spesso come complicazione di una procedura endoscopica, alimentazione da sondino, o chirurgia ad essa non correlata. La sindrome di Boerhaave è spesso considerata una complicazione della bulimia.
La triade classica di Meckler riguardo ai sintomi include il vomito, dolore nella parte bassa del torace ed enfisema sottocutaneo a seguito di abuso di cibo o alcool, ma ciò si osserva nel 14% dei casi. Gli esiti più comuni a seguito di radiografie toraciche per quanto riguarda le rotture esofagee spontanee (SER) sono: versamenti pleurici (91%) e pneumotorace (80%).
Il sintomo iniziale del problema può essere lo pneumomediastino o l'enfisema sottocutaneo.
Fino al 12% dei pazienti sofferenti di SER possono risultare negativi ad una radiografia del torace.
Una radiografia esofagea con mezzo di contrasto è diagnosticamente efficace nel 75%-85% dei casi.
L'enfisema sottocutaneo (crepitio) è un importante reperto diagnostico, ma non è molto sensibile, essendo presente solo in 9 su 34 pazienti (27 %).
Il dolore può irradiarsi di tanto in tanto alla spalla sinistra, causando i medici a confondere una perforazione esofagea con un infarto miocardico.
Può anche essere udibile il segno di Hamman.

## Fisiopatologia
Si pensa che la rottura esofagea nella sindrome di Boerhaave sia il risultato di un improvviso aumento della pressione interna esofagea prodotto durante il vomito, quasi come un effetto di non coordinazione neuromuscolare che impedisce il rilassamento del muscolo cricofaringeo (uno sfintere che si trova all'interno dell'esofago).
La sindrome viene comunemente associata all'eccessivo consumo di cibo e/o alcool (bulimia).
La localizzazione più comune della lacerazione è nella parete posterolaterale sinistra del terzo tratto dell'esofago, 2–3 cm prima dello stomaco.
Attualmente la causa più comune di perforazione esofagea è iatrogena. Tuttavia le perforazioni iatrogene, pur costituendo una grave condizione medica, sono più facili da trattare e meno inclini a complicazioni come mediastinite e sepsi. Questo perché di solito non comportano contaminazione del mediastino con contenuto gastrico.

## Cure
Le cure includono l'immediata terapia antibiotica per prevenire la mediastinite e la sepsi, la riparazione chirurgica della perforazione e, in caso di copiose perdite di liquidi, dovrebbe esservi associata anche una terapia endovenosa dal momento che la reidratazione orale non è ovviamente possibile.